# Anerpa carinulata
Anerpa carinulata är en skalbaggsart som beskrevs av Charles Joseph Gahan 1907. Anerpa carinulata ingår i släktet Anerpa och familjen långhorningar. Inga underarter finns listade i Catalogue of Life.